# Hierodula grandis
Hierodula grandis är en bönsyrseart som beskrevs av Henri Saussure 1870. Hierodula grandis ingår i släktet Hierodula och familjen Mantidae. Inga underarter finns listade i Catalogue of Life.